# (7066) Neso
(7066) Neso es un cuerpo menor perteneciente a los centauros descubierto por el equipo del Spacewatch el 26 de abril de 1993 desde el Observatorio Nacional de Kitt Peak, Estados Unidos.

## Designación y nombre
Neso se designó al principio como 1993 HA2.
Posteriormente, en 1997, recibió su nombre en referencia a Neso, un personaje de la mitología griega.

## Características orbitales
Neso orbita a una distancia media del Sol de 24,47 ua, pudiendo acercarse hasta 11,76 ua y alejarse hasta 37,19 ua. Su inclinación orbital es 15,66 grados y la excentricidad 0,5195. Emplea en completar una órbita alrededor del Sol 121,1 años. El movimiento de Neso sobre el fondo estelar es de 0,00814 grados por día.

## Características físicas
La magnitud absoluta de Neso es 9,6.